# Azim Fatullaev
Azim Ikzamudinovič Fatullaev (in russo Азим Икзамудинович Фатуллаев?; Machačkala, 7 giugno 1986) è un ex calciatore russo, di ruolo centrocampista.

## Carriera
Ha giocato nella massima serie russa.

## Palmarès

### Club

#### Competizioni nazionali
- Coppa di Russia: 1

Rostov: 2013-2014
- Pervenstvo Futbol'noj Nacional'noj Ligi: 1

Rotor: 2019-2020